# Aeroportul El Real
Aeroportul El Real (IATA: ELE) este un aeroport din Provincia Darién, Panama ce deservește zona El Real de Santa María⁠(d).
Situat la o altitudine de 17 m, aeroportul dispune de o singură pistă.